# Bruine heide-uil
De bruine heide-uil (Polia bombycina) is een nachtvlinder uit de familie van de uilen, de Noctuidae. De voorvleugellengte bedraagt tussen de 19 en 23 millimeter. De soort komt verspreid over Europa voor. Hij overwintert als rups.

## Waardplanten
De bruine heide-uil is polyfaag op met name kruidachtige planten.

## Voorkomen in Nederland en België
De bruine heide-uil is in Nederland zeldzaam en in België zeer zeldzaam. De soort kan verspreid worden gezien op de zandgronden en in de duinen. De vlinder kent één generatie die vliegt van halverwege mei tot en met juli.